# Важонхевка-Нова
Важонхевка-Нова (пол. Warząchewka Nowa) — село в Польщі, у гміні Влоцлавек Влоцлавського повіту Куявсько-Поморського воєводства.
У 1975-1998 роках село належало до Влоцлавського воєводства.